# Francisco Gutiérrez Carreola

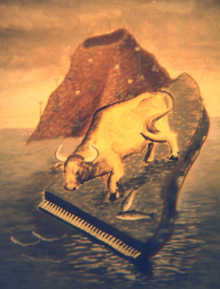
Francisco Gutiérrez Carreola El toro (1938)

Francisco Gutiérrez Carreola (* 1. Oktober 1906 in Oaxaca de Juárez; † 12. Oktober 1945 in Mexiko-Stadt) war ein mexikanischer Maler und Grafiker.

## Biografie
Gutiérrez machte eine Lithographie-Ausbildung im Rahmen eines Workshops bei einer Firma und studierte ab 1929 an der Escuela Nacional de Bellas Artes (ENBA) Malerei bei Germán Gedovius und Grafik bei Francisco Díaz de León. José Chávez Morado vermittelte ihm die Möglichkeit, zusammen mit Feliciano Peña Murales in Xalapa zu malen. 1932 und 1938 stellte er an der Universidad Nacional Autónoma de México aus. Mittels Literatur befasste er sich auch mit der zeitgenössischen europäischen Kunst, die ihn sehr in seiner Arbeit beeinflusste, obwohl er selbst nie in Europa war. Er war Mitbegründer der öffentlichen Kunstschule von Xalapa und lehrte ab 1942 als Professor für Grafik an der Escuela de Artes del Libro und an der aus der ENBA hervorgegangenen Escuela Nacional de Artes Plásticas.
Gutiérrez litt seit seiner Kindheit an den Folgen einer Unfallverletzung. Hinzu kam später eine niemals auskurierte Ohreninfektion, wodurch er immer wieder genötigt war, seine Arbeit ruhen zu lassen, und letztendlich Mitte 1945 verstarb.